# Quart de les Valls (kommun)
Quart de les Valls är en kommun i Spanien.   Den ligger i provinsen Província de València och regionen Valencia, i den östra delen av landet, 300 km öster om huvudstaden Madrid. Antalet invånare är 1 076. Arean är 8,4 kvadratkilometer. Quart de les Valls gränsar till Almenara, Benifairó de les Valls, Faura, Quartell och Sagunto. 
Terrängen i Quart de les Valls är platt åt sydväst, men åt nordost är den kuperad.

## Galleri

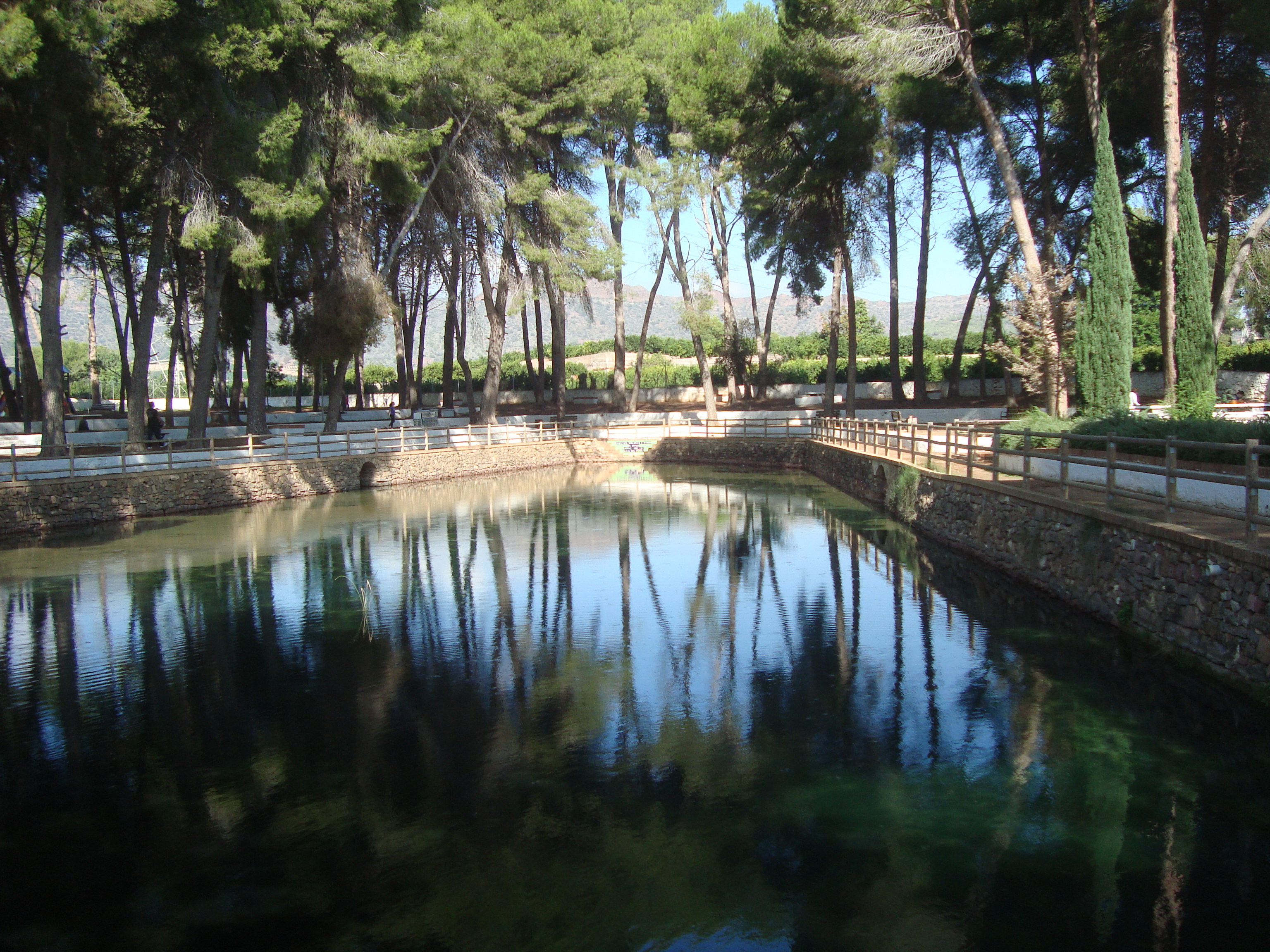
Font de Quart (Quart de les Valls, València)
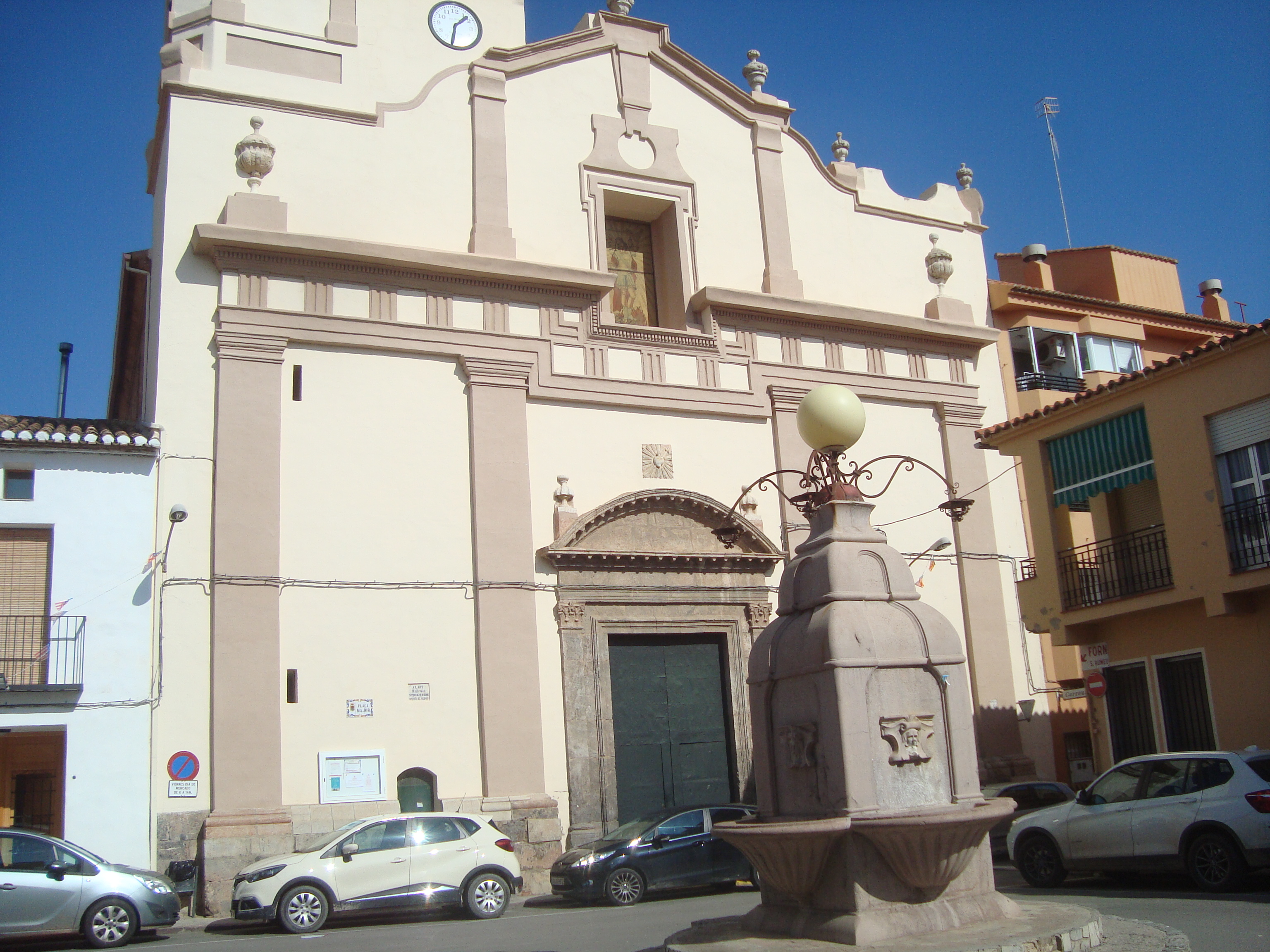
Quart de les Valls
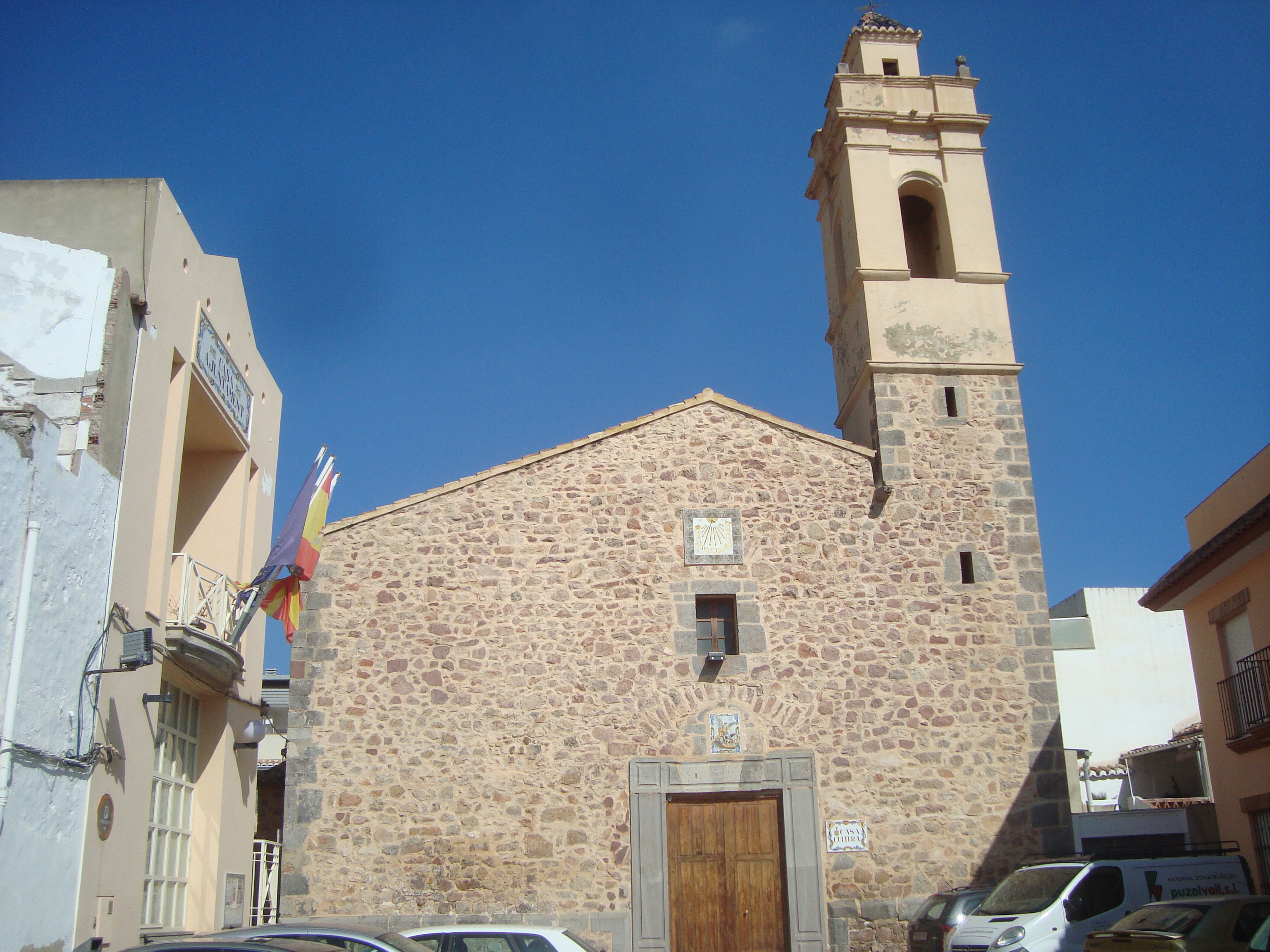
Quart de les Valls
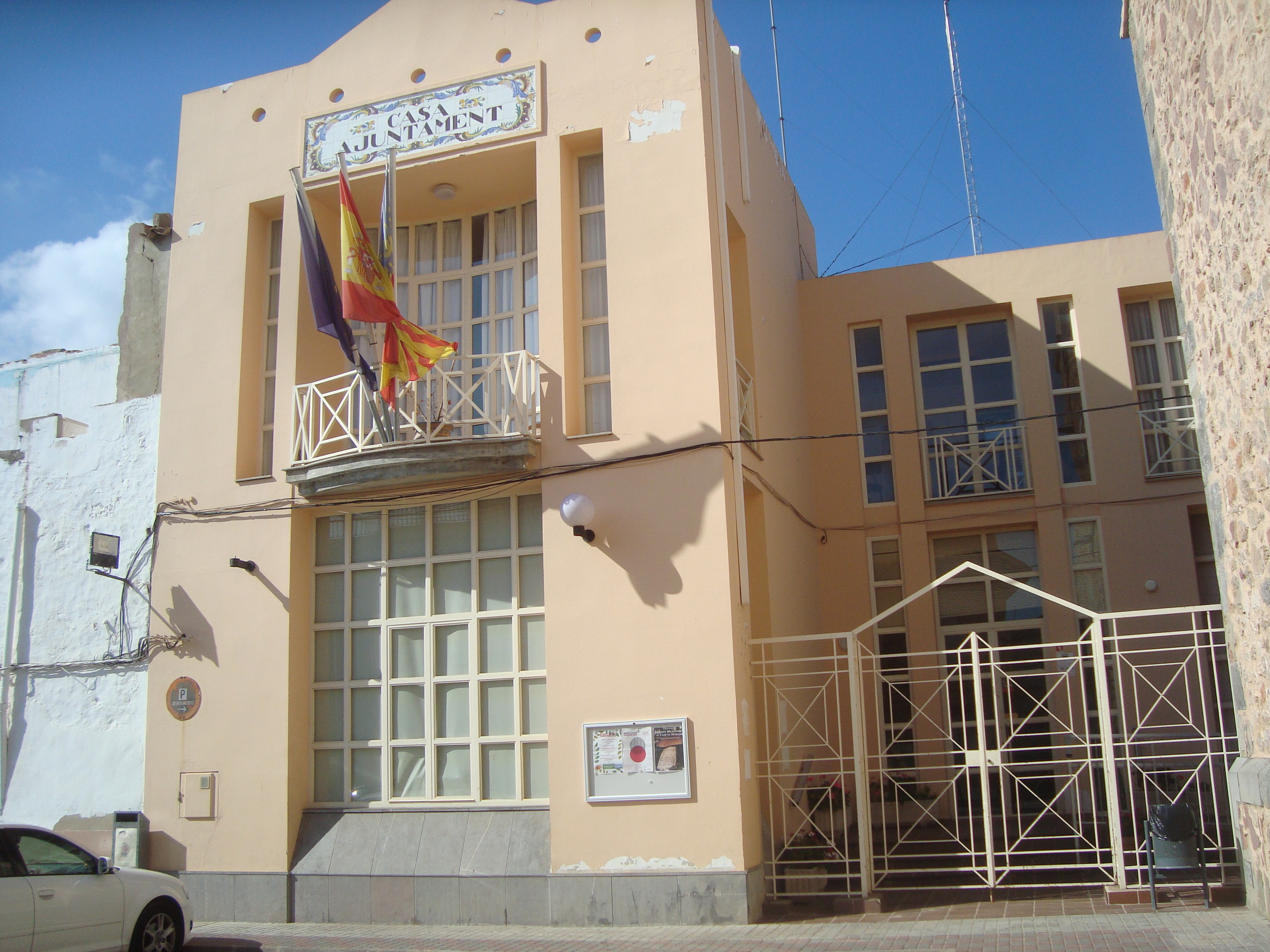
Ajuntament de Quart de les Valls (València)